# راسيل سكوت (مهرج)
راسيل سكوت (بالإنجليزية: Russell Scott)‏ هو مهرج أمريكي، ولد في 30 يونيو 1921 في إنيد في الولايات المتحدة، وتوفي في 27 أغسطس 2012 في موريسون في الولايات المتحدة بسبب ذات الرئة.